# Verbreitungsgebiet

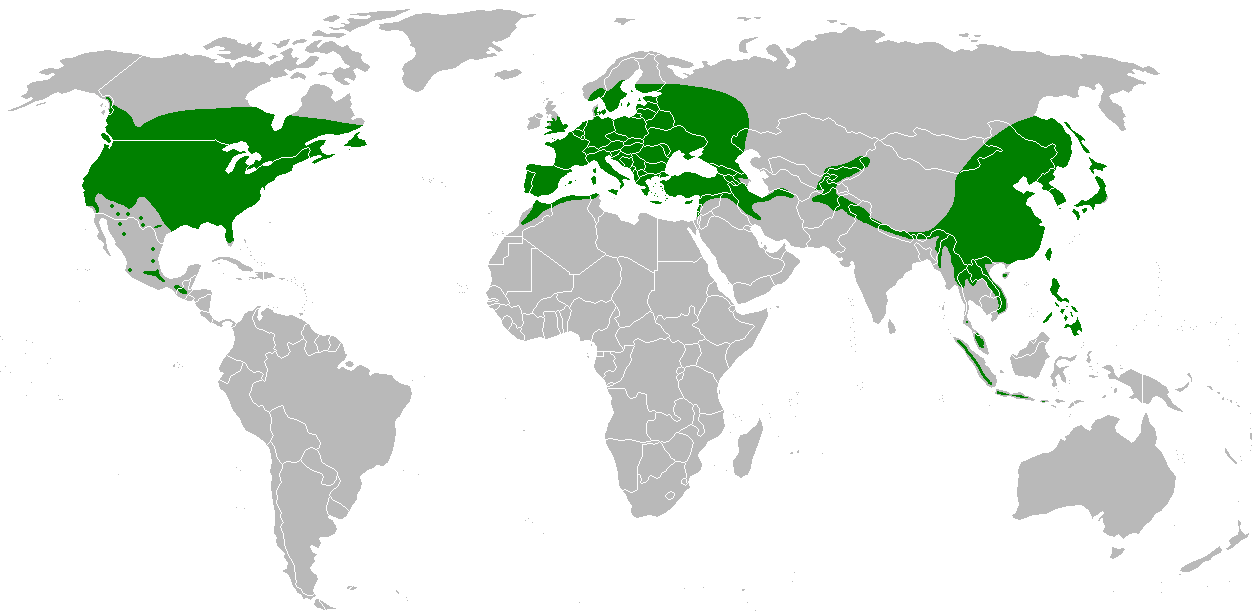
Beispiel: Verbreitungsgebiet der Ahorne (Acer)

Ein Verbreitungsgebiet, oft auch Areal genannt, ist jenes Gebiet (oder mehrere Gebiete) der Erdoberfläche, in dem eine bestimmte Pflanzen-, Tier- oder allgemein Organismenart lebt und durch Beobachtungen festgestellt wurde. Der Begriff stammt aus der Biogeographie und wird auch für ökologische oder vergangene Lebensgemeinschaften gebraucht. Das Verbreitungsgebiet ist der nachgewiesene „Wohnort“ einer Art oder eines Taxons. In Unterscheidung dazu ist das Habitat eine Region, in der geeignete Lebensbedingungen herrschen.

## Arealtypen
Die Arealkunde (Chorologie) beschäftigt sich mit der Typisierung von Arealen und der Kausalanalyse, die zu den Arealen führten.
- historisch-genetisch: „Ist die Verbreitungsgrenze eine Wandergrenze?“; siehe hierzu Tierwanderung
- aktualistisch: „Ist die Verbreitungsgrenze eine Leistungsgrenze?“; siehe hierzu Ökozone, Höhenstufe, bei Nutzpflanzen und Tieren: Ökumene/Subökumene/Anökumene

Man unterscheidet dabei geschlossene und disjunkte Areale (Areale, die aus ein oder mehreren in sich geschlossenen Teilgebieten bestehen). Diese können gleich groß, oder kleinere Exklaven (Verbreitungsinseln) als das Hauptareal sein. Sie können Relikte oder Vorposten sein. Areale verändern ihre Größe und Gestalt im Verlauf der Floren- und Vegetationsgeschichte, in neuerer Zeit auch unter dem Einfluss menschlicher Tätigkeit (Bebauung, Begradigung etc.).

## Systematische Beobachtungen
Aufgrund weniger Beobachtungen (Zufallsbeobachtung) kann die Verbreitung eines Lebewesens in einem Gebiet nicht belegt werden. Einzelbeobachtungen können Hinweise auf eine Verbreitung abgeben, aber nur durch systematische Beobachtungen kann eine Verbreitung festgestellt werden. Solche Beobachtungen werden heute meist – nach genauer Position, Zeit, Beobachter und näheren Umständen detailliert – in Datenbanken gesammelt und zu sogenannten Verbreitungskarten ausgewertet. Ist die Datenbank mit einer Software verbunden, mit der die Daten weitergehend analysiert, mit anderen Daten verknüpft und verschiedenartig ausgegeben werden können, spricht man von einem Geoinformationssystem. Die systematische Auswertung von Zufallsbeobachtungen kann ebenfalls zur Bestimmung eines Verbreitungsgebietes führen.